# Ángel Herrera Oria
Ángel Herrera Oria, španski rimskokatoliški duhovnik, škof in kardinal, * 19. december 1886, Santander, † 28. julij 1968.

## Življenjepis
28. julija 1940 je prejel duhovniško posvečenje.
24. aprila 1947 je bil imenovan za škofa Málage; 30. junija istega leta je prejel škofovsko posvečenje.
22. februarja 1965 je bil povzdignjen v kardinala in imenovan za kardinal-duhovnika S. Cuore di Maria. 19. avgusta 1966 se je upokojil s škofovskega položaja.